# Luc Tartar
Pour les articles homonymes, voir Tartar.
Luc Charles Tartar (né en 1946) est un mathématicien français, qui s'occupe d'équations aux dérivées partielles et de mécanique des milieux continus.

## Carrière
Luc Tartar étudie au Lycée Charlemagne, à Paris, en classes préparatoires aux grandes écoles, et il étudie à partir de 1965 la physique et les mathématiques à l'École polytechnique, où il suit les cours de Laurent Schwartz et Jacques-Louis Lions, avec l'objectif initial de devenir ingénieur. Il obtient son doctorat en 1971 sous la direction de Jacques-Louis Lions à l'Université de Paris, avec une thèse intitulée « Interpolation non linéaire et applications ». Il conduit des recherches à l'Université Paris-Dauphine et à l'Université Paris-Sud à Orsay. De 1975 à 1982, il poursuit ses recherches à Limeil pour le CEA. Plus tard, il est professeur à l'Université Carnegie-Mellon.

## Travaux
Il a développé depuis les années 1970 des méthodes mathématiques pour étudier comment des équations aux dérivées partielles au niveau microscopique dans la physique atomique sont utilisées sur de plus hautes échelles et engendrent de nouvelles théories (Homogénéisation). Il a résumé sa philosophie, par exemple, dans sa conférence au Congrès international des mathématiciens en 1990 à Kyoto, et il a rassemblé ses idées dans plusieurs manuels scolaires, qu'il a écrits après sa retraite. 
Pour l'étude de l'homogénéisation des équations aux dérivées partielles, il a introduit les H-dimensions (H-measures), avec H pour Homogénéisation, tout d'abord pour décrire les effets de concentration lors de la propagation des singularités et des petites vibrations de certaines équations différentielles partielles en mécanique des milieux continus. Elles ont été introduites indépendamment par Patrick Gérard, comme Microlocal Defect Mesures .

## Prix et distinctions
1990, il a été conférencier invité au Congrès international des mathématiciens à Kyoto avec une conférence intitulée « H-measures and applications ». Il est membre associé de l'Académie des sciences depuis 1987.

## Publications
- General theory of homogenization - a personal introduction, Springer Verlag 2009.
- From hyperbolic systems to kinetic theory: a personalized quest, Springer Verlag 2008.
- An introduction to Sobolev spaces and interpolation spaces, Springer Verlag 2007.
- An introduction to Navier-Stokes equation and oceanography, Springer Verlag 2006.
- An introduction to the homogenization method in optimal design, in Kawohl, Tartar et alii Optimal Shape Design, Lecture Notes in Mathematics 1740 (CIME Summer School, Portugal 1998), Springer Verlag 2000.
- On Mathematical Tools for Studying Partial Differential Equations of Continuum Physics: H-measures and Young Measures, in: G. Buttazzo, G. P. Galdi, L. Zanghirati (éd.): Developments in Partial Differential Equations and Applications to Mathematical Physics, Plenum Press, New York, 1992., 201-217.
- H-measures, a New Approach for Studying Homogenization, Oscillations and Concentration Effects in Partial Differential Equations, Proc. Roy. Soc. Edinburg,  115 A, 1990, 193–230.

## Liens
- Notices d'autorité :   - VIAF
  - ISNI
  - BnF (données)
  - IdRef
  - LCCN
  - GND
  - Pays-Bas
  - Israël
  - NUKAT
  - Tchéquie
  - Lettonie
  - WorldCat
- Page de Luc Tartar (Carnegie-Mellon Univ.)
- Tartar Could the interaction of mathematics with continuum mechanics or physique be better ?, Discours, 2012, pdf